# 학습 만화
학습 만화(學習 漫畵)는 어린이나 청소년의 학습을 위한 만화이다. 주로 지식 전달을 위해서 제작된 만화들이 많지만, 교리 학습이나 이념 학습을 위한 수단으로 쓰이기도 한다.

## 세계의 학습 만화

### 대한민국의 학습 만화
- 가로세로 세계사
- 빈대가족
- 코믹 메이플스토리
- Why?
- 퀴즈! 과학상식
- 살아남기
- 보물찾기
- 마법천자문
- 판타지 수학대전
- 그램그램 영문법 원정대
- 그램그램 영단어 원정대
- 내일은 실험왕

### 태국의 학습 만화
- 라 플로라 아카데미